# Альбини, Стив
Стив Альбини (англ. Steve Albini, имя при рождении Steven Frank Albini — Стивен Фрэнк Альбини; 22 июля 1962, Пасадина — 7 мая 2024, Чикаго) — американский вокалист, композитор, гитарист, звукоинженер и музыкальный журналист. Участник группы Shellac, а также бывший участник Big Black, Rapeman и Flour. Основатель и владелец компании Electrical Audio, управляющей двумя студиями звукозаписи в Чикаго. Сотрудничал с такими музыкантами, как Sparklehorse, Nirvana, Veruca Salt, The Stooges, Slint, Pixies, Jawbreaker, Manic Street Preachers, Cheap Trick, PJ Harvey, The Jesus Lizard, Bush и многими другими. В 2018 году Альбини подсчитал, что за свою карьеру он работал над несколькими тысячами альбомов.

## Ранние годы
Альбини родился в Пасадине, Калифорния, в семье Джины (урожденной Мартинелли) и Фрэнка Аддисона Альбини. Его отец был исследователем лесных пожаров. В юности семья Альбини частенько переезжала до того, как поселиться в Миссуле штат Монтана в 1980 году. Деятельность скучающих подростков в сельской Миссуле долгое время давала вдохновение для поздних песен Альбини. Во время реабилитации после перелома ноги, он начал играть на бас-гитаре. Учась на Trill Jockes Альбини впервые был сильно подвержен влиянию панк-рока, и продолжал скупать все альбомы Ramones, которые мог достать. После школы Альбини переехал в Эванстон, штат Иллинойс, где посещал колледж Northwestern University. В районе Чикаго Альбини был заметен как журналист в местных музыкальных журналах таких как: Matter и позднее в бостонском Forced Exposure, охватывая своим вниманием всю начинавшую развиваться панк-рок сцену. Свою репутацию он заслужил благодаря его иконоборчеству и прямоте, от которой не отступился и по сей день. Начиная с этого времени, он начал записывать группы.

## Музыкальная карьера

### Big Black (1982—1987)
В 1982 году Альбини основал Big Black с Джефом Пиззати (Jeff Pizzati (Naked Raygun)) и Сантьяго Дуранго (Santiago Durango), присоединившимся несколько позднее. Трио в компании драм-машины Roland издали три EP. На место Пиззати позднее пришёл Дейв Райли (Dave Riley). С ним были записаны два редких альбома Atomizer (1986) и Songs about Fucking (1987). Будучи под сильным влиянием PiL и Killing Joke, Wire и Gang of Four они получили репутацию за конфронтацию, сарказм и неотшлифованность. Группа распалась в 1986 году накануне издания второго альбома.

### Rapeman (1987—1988)
В 1988 году Альбини основал группу со спорным названием Rapeman (Насильник), в которую вошли бывшие участники Scratch Acid Рей Уошэм (Rey Washam) (Digits) и Дэвид Уильям Симс (David Wm. Sims) (позднее участник The Jesus Lizard). Они распались после издания EP (Budd) и альбома (Two Nuns and the Pack Mule). У них также был записан 7-inch на издании Sub Pop Singles Club.

### Shellac (1992-наше время)
Альбини основал Shellac вместе с приятелями — продюсерами Бобом Уэстоном (Bob Weston) и Тоддом Трейнером (Todd Trainer) (Rifle Sport) и Бриком Лейером (Brick Layer). Они записали 3 EP до издания минималистичных и типично причудливых, эксцентричных для Альбини альбома At the Action Park (1994) и Terraform (1998) и 1000 Hurts (2000) год. Все были изданы, как и прежде на Gramophone Records, как на виниле, так и на CD. Участники подтверждали на своих живых шоу, что запишут ещё один альбом Excellent Italian Greyhound в начале 2007 года, что в вышеназванном году и произошло. В 2014 году был издан Dude Incredible — последний на сей день студийный альбом. В 2019 году был выпущен релиз под названием The End Of Radio с лайв-записями Peel Sessions 14 июля 1994 года.

### Смерть
Умер 7 мая 2024 года от сердечного приступа в своём доме в Чикаго в возрасте 61 года.

## Звукозапись
Стив Альбини заметен прежде всего как музыкальный продюсер, хотя он и не любит этот термин и предпочитает, чтобы его называли звукоинженер. (Если звукозаписывающая компания не настаивает, то Альбини себя комфортнее чувствует вообще без всякого титула.) В противоположность общей практике Альбини не получает авторские отчисления с каждого проданного экземпляра, того что он сводит или записывает. Он берёт только плату за помещение, если запись проходит у него в доме на его оборудовании, и соответственно, если запись проходит в другом месте, то его услуги оплачиваются по скользящей шкале. Это и является причиной того, что большинство выдающихся рекорд-лейблов и продюсеров считают его «трудным».
Альбини насчитывает, что из-под его руки вышли около 1000 работ. Вот далеко не полный список музыкантов работавших с ним: Pixies, Bert, Failure, The Frames, Nirvana, Veruca Salt, Chevelle, Nina Nastasia, PJ Harvey, Low, Blues Explosion, Mogwai, Bush, Cheap Trick, Neurosis, Zeni Geva, Godspeed You! Black Emperor, Mclusky, Fred Schneider, The Auteurs, Mono, Dead Man Ray, The Jesus Lizard, Whitehouse, Made Out of Babies, Songs: Ohia, The Breeders, Pegboy, Poster Children, High on Fire, Fugazi, F-Minus, Leftöver Crack, Slint, Page and Plant, Superchunk, Urge Overkill, Unearthly Trance, The Wedding Present, Zao, Joanna Newsom и Gogol Bordello, а также несколько модерн-хардкор команд, таких как калифорнийская Trash Talk и амстердамская Vitamin X.
По мнению Альбини становление продюсера во главе процесса записи чревато тем, что продюсер будет постоянно держать под своим контролем всю работу, в то время как от звукоинженера просто требуется максимально качественно и профессионально снять звук группы. В 2004 году Альбини сформулировал своё мнение касательно музыкальных продюсеров:
«Меня всегда оскорбляло то, что когда я бывал на студии, звукорежиссер или исполнительный продюсер во время сессии начинал главенствовать над группой. Это всегда было ужасным оскорблением для меня. Группа платит деньги за привилегию находиться и записываться на студии и это нормально, что когда ты платишь деньги, то сам решаешь, как это должно быть сделано. Так что у меня сложилось мнение ещё до того как я начал профессионально записывать, что так работать я не буду» (Young 2004)
В любом случае, альбомы, записанные Альбини, носят отличительную черту в звуке. В Our Band Could Be Your Life, Майкл Азерад (Michael Azerrad) описывал работу Альбини над альбомом Pixies Surfer Rosa, но это описание в равной степени относятся ко всем его достижениям. «Запись была одновременно очень проста и в то же время выверенная. Альбини использовал несколько специальных эффектов, достигая агрессивного, часто яростного гитарного звука, будучи уверенным что, ритм секция звучит аналогично». Другая торговая марка Альбини — это привычка оставлять вокал довольно незаметным в общем миксе или, во всяком случае, не таким выдающемся, как в обычной практике записи рок-музыки. (Это и было причиной недовольства лейбла во время записи In Utero группы Nirvana).
На In Utero каждый сможет обнаружить типичный пример в звукозаписывающей практике Альбини. Распространённая практика в поп-музыке — записывать каждый инструмент по отдельности в разное время и затем уже редактировать отрезки записи и сводить в единый трек. Несмотря на это, Альбини предпочитает записывать живьём настолько насколько это возможно. Музыканты выступают сразу, как группа в одном помещении, и записываются микрофонами. Альбини уделяет особую исключительную важность при выборе микрофона, для достижения желаемого звука и для лучшей передачи атмосферы пространства, и других качеств.

## Другое
В дополнение, он известен в инди-мире, как критик в музыкальной индустрии и в направлениях инди музыки, начиная с его ранних статей в музыкальных изданиях таких как Matter и Forced Exposure, до его комментариев poor ethics of big record labels, по поводу независимых инди лейблов. Он оказывал активную поддержку тем, кто пытался разрушить шаблоны, особенно это касается лейбла Touch and Go Records, на котором все его группы выпускали свои записи. Так же он является неумолимым сторонником аналоговой записи, что очевидно процитировано на задней обложке Songs About Fucking CD: «…будущее принадлежит верноподданным аналога. Нахрен цифру́!». Эта цитата напечатана на всех копиях винила этого альбома.
В 1993 году опубликовано эссе Альбини под названием «Проблема с музыкой» (англ. «The problem with music») с моральным осуждением привычного развития дел в музыкальной индустрии. В нём Альбини на наглядном примере показал, как наживается индустрия шоу-бизнеса на музыкантах, выплачивая им лишь ничтожную часть дохода с их продукции. В своей статье он производит расчёт всех доходов и расходов деятельности рок-группы, связанной контрактом с важным лейблом, сопровождая его словами «Осталось произвести несложные расчёты, чтобы понять как здорово их отымели. (Here is the math that will explain just how fucked they are)». В 2014 году Стив заявил, что старая «Проблема с музыкой» исправлена — устранить паразитирующую на музыкантах индустрию помог интернет. Сегодня состояние музыкальной индустрии внушает оптимизм. Мэйджер-лейблы продолжают существовать, но пользоваться их услугами больше необязательно.